# Пуанкаре (місячний кратер)
Кра́тер Пуанкаре́ (лат. Poincaré) — гігантський стародавній метеоритний кратер у південній півкулі зворотного боку Місяця, через значний розмір його іноді неофіційно називають «басейном Пуанкаре». Назву присвоєно на честь французького математика, механіка, фізика, астронома і філософа Анрі Пуанкаре (1854—1912); затверджено Міжнародним астрономічним союзом у 1970 році. Утворення кратера відбулось у донектарському періоді.

## Опис кратера

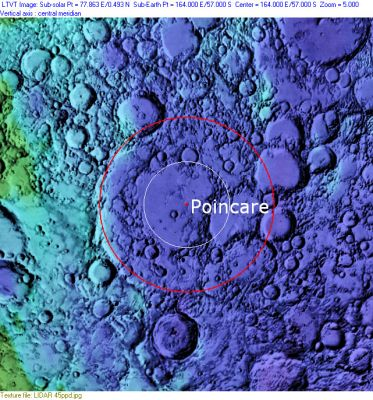
Візуалізація вимірювань лазерного альтиметра LIDAR зонду Clementine. Коло білого кольору вказує на розташування внутрішнього валу кратера, коло червоного кольору — розташування зовнішнього валу

Найближчими сусідами кратера є кратери Планк і Прандтль на заході; кратер Хопманн що прилягає до північно-західної частини зовнішнього валу кратера; кратер Кеджорі на півночі; кратер Гесс, що прилягає до північно-східної частини зовнішнього валу; кратер Аббе, що прилягає до східної частини зовнішнього валу; кратер Лайман на півдні і кратер Кейо, що прилягає до південно-західної частини зовнішнього валу. Селенографічні координати центру кратера 56°52′ пд. ш. 163°59′ сх. д. / 56.86° пд. ш. 163.99° сх. д., діаметр 346 км, найбільша глибина 3,2 км.
Кратер Пуанкаре практично повністю зруйнований протягом тривалого свого існування та його межі важко помітні і на фоні навколишньої місцевості. Кратер має подвійний вал, при цьому діаметр внутрішнього валу становить близько 160 км (див. наведену ілюстрацію). Обидва вали згладжені, при цьому їх східні частини практично повністю зруйновані й перекриті ланцюжком великих кратерів, у західній частині контури зовнішнього та внутрішнього валу досить добре помітні. Більшість чаші кратера затоплена темною базальтовою лавою і має низьке альбедо.
Товщина місячної кори в чаші кратера Пуанкаре менша за 5 км, його оточують атипові оголення порід багатих олівіном, можливо це виходи мантійних порід.

## Сателітні кратери
| Пуанкаре | Координати                                                  | Діаметр, км |
| -------- | ----------------------------------------------------------- | ----------- |
| C        | 54°35′ пд. ш. 168°43′ сх. д. / 54.59° пд. ш. 168.71° сх. д. | 19,2        |
| J        | 59°38′ пд. ш. 167°53′ сх. д. / 59.64° пд. ш. 167.88° сх. д. | 19,3        |
| Q        | 59°32′ пд. ш. 159°46′ сх. д. / 59.53° пд. ш. 159.76° сх. д. | 26,5        |
| X        | 53°55′ пд. ш. 161°11′ сх. д. / 53.92° пд. ш. 161.18° сх. д. | 20,9        |
| Z        | 53°54′ пд. ш. 164°19′ сх. д. / 53.9° пд. ш. 164.31° сх. д.  | 34,9        |

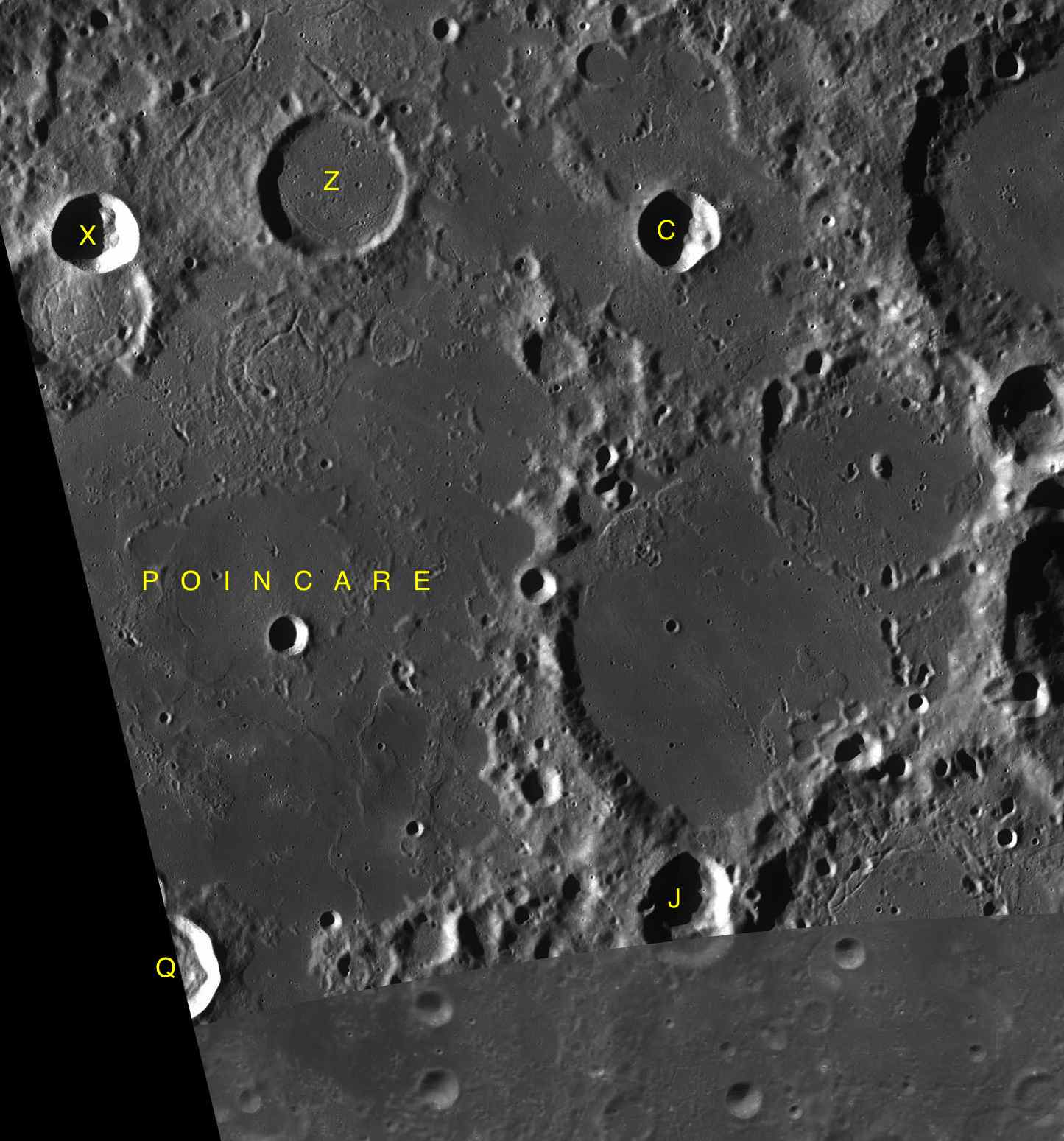
Фрагмент мапи LAC-132.

- Сателітний кратер Пуанкаре R у 1997 році був перейменований Міжнародним астрономічним союзом на Кейо.
- Утворення сателітного кратера Пуанкаре Z відбулось у нектарському періоді[1].